# Loupežní baroni
Loupežní baroni nebo loupeživí baroni, anglicky robber barons, se říká bohatým podnikatelům, kteří v 19. století v USA využívali svého ekonomického a politického vlivu k dosažení vlastního prospěchu i za cenu ničení konkurence, korupce soudců a politiků nebo jiného porušování práva. Tito podnikatelé nejčastěji působili v ocelářství, ropném průmyslu, železniční dopravě, finančnictví a těžařství. Mezi nejslavnější loupežné barony patří Andrew Carnegie, John D. Rockefeller, Cornelius Vanderbilt, Jay Gould a James Fisk. Termín loupežný baron se v tomto kontextu poprvé objevil v roce 1859 a vychází z německého pojmu Raubritter (loupežní rytíři), což byli středověcí němečtí páni vybírající v zásadě ilegální cla a poplatky.

## Osobnosti označené za loupeživé barony
v knize Matthewa Josephsona The Robber Barons: The Great American Capitalists 1861–1901 (1934):
- John Jacob Astor (nemovitosti, kožešiny) – New York
- Andrew Carnegie (ocel) – Pittsburgh a New York
- Jay Cooke (finance) – Filadelfie
- Charles Crocker (železnice) – Kalifornie
- Edward L. Doheny (ropa) – Kalifornie
- Daniel Drew (finance) – New York
- James Buchanan Duke (tabák, elektřina) – Durham, Severní Karolína
- James Fisk (finance) – New York
- Henry Morrison Flagler (Standard Oil, železnice) – New York a Florida[1]
- Henry Clay Frick (ocel) – Pittsburgh a New York
- John Warne Gates (ostnatý drát, ropa) – Texas[2]
- Jay Gould (železnice) – New York[3]
- E. H. Harriman (železnice) – New York[4]
- James J. Hill (uhlí a paliva, parolodě, železnice) – St Paul, Minnesota
- Collis Potter Huntington (železnice) – Kalifornie, Virginie, Západní Virginie
- Andrew William Mellon (finance, ropa) – Pittsburgh
- J. P. Morgan (finance, konsolidace průmyslu) – New York
- John D. Rockefeller (Standard Oil) – Cleveland, Ohio
- Henry Huttleston Rogers (Standard Oil, měď), New York[5]
- Thomas Fortune Ryan (veřejná doprava, tabák) – New York
- Russell Sage (finance, železnice) – New York
- Charles M. Schwab (ocel) – Pittsburgh and New York
- Leland Stanford (železnice) – Kalifornie
- Cornelius Vanderbilt (paroplavební doprava, železnice) – New York[6]
- Peter Arrell Browne Widener (veřejná doprava) – Filadelfie, Pennsylvánie
- Charles Yerkes (hromadná doprava) – Chicago[7]